# صفوي رشيد
صفوي رشيد (مواليد 5 مارس 1997) هو لاعب كرة قدم ماليزي يلعب في مركز المهاجم أو الجناح في نادي جوهور دار التعظيم.

## روابط خارجية
- صفوي رشيد على موقع قاعدة بيانات كرة القدم.إي يو (الإنجليزية)
- صفوي رشيد على موقع ناشيونال فوتبول تيمز (الإنجليزية)
- صفوي رشيد على موقع Soccerway.com (الإنجليزية)
- صفوي رشيد على موقع عالم كرة القدم.نت (الإنجليزية)